# كلاس ثونبرغ
كلاس ثونبرغ (Clas Thunberg) هو لاعب أولمبي لرياضة تزلج سريع من فنلندا. شارك في الأولمبياد الشتوي في 1924–1928، وفاز بما مجموعه 7 ميداليات.

## الميداليات
| ذهب | فضة | برونز | المجموع |
| 5   | 1   | 1     | 7       |

## روابط خارجية
- كلاس ثونبرغ على موقع SpeedSkatingBase.eu (الإنجليزية)
- كلاس ثونبرغ على موقع SpeedSkatingNews.info (الإنجليزية)
- كلاس ثونبرغ على موقع SpeedSkatingStats.com (الإنجليزية)
- كلاس ثونبرغ على موقع اللجنة الأولمبية الدولية (الإنجليزية)
- كلاس ثونبرغ على موقع أوليمبيديا (الإنجليزية)